# 普鲁泽勒
普鲁泽勒（法語：Prouzel，法語發音：[pʁuzɛl]）是法国上法蘭西大區索姆省的一个市镇，属于亚眠区。

## 地理
普鲁泽勒（49°48'57"N, 2°12'12"E）面积5.19 平方千米，位于法国上法蘭西大區索姆省，该省份为法国北部沿海省份，北起加来海峡省和北部省，西接滨海塞纳省和大西洋英吉利海峡，南至瓦兹省，东临埃纳省。
与普鲁泽勒接壤的市镇（或旧市镇、城区）包括：塞勒河畔巴库埃勒、福斯马南、楠普斯迈尼勒、南普蒂、普拉希-比永、奥德塞勒。

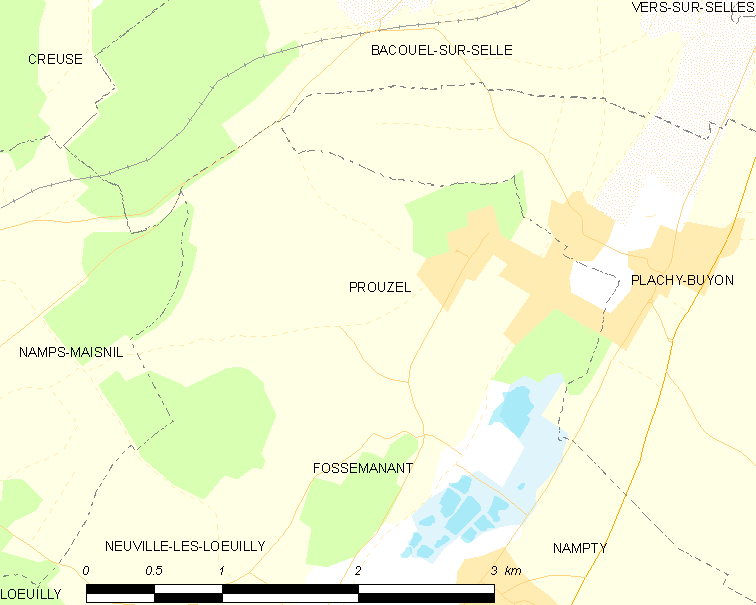
普鲁泽勒的OSM定位图

普鲁泽勒的时区为UTC+01:00、UTC+02:00（夏令时）。

## 行政
普鲁泽勒的邮政编码为80160，INSEE市镇编码为80643。

## 政治
普鲁泽勒所属的省级选区为努瓦河畔阿伊县。

## 人口

1962-2008年间普鲁泽勒人口变化图示

普鲁泽勒于2022年1月1日时的人口数量为571人。